# Geoff Willis
Geoffrey Willis (Southampton, 23 dicembre 1959) è un ingegnere britannico, attivo in Formula 1 dagli anni '90.
Da giugno 2021 è direttore tecnico del team velico Ineos Team UK.

## Carriera
Laureatosi in ingegneria meccanica all'università di Cambridge, Willis fu assunto dal National Physical Laboratory di Teddington, dove si occupò di studi sulla fluidodinamica. Specializzatosi nel settore dell'idrodinamica, dal 1987 si occupò della progettazione di imbarcazioni destinate all'America's Cup per conto del team britannico, cominciando ad interessarsi alla tecnica del CFD; quando al termine 1990 Willis fu assunto dal team Leyton House di F1, divenne il primo ingegnere ad applicare questa tecnica nel disegno delle monoposto di Formula 1. 
Alla Leyton House Willis conobbe Adrian Newey, insieme al quale si trasferì, poco dopo, alla Williams; qui continuò lo sviluppo del CFD, occupandosi anche di aerodinamica. Dopo la partenza di Newey nel 1997, Willis assunse il ruolo di capo del reparto di aerodinamica alla Williams, rimanendo nel team inglese fino al 2002, quando passò alla BAR, diventandone direttore tecnico. Nel 2005 la scuderia fu acquisita dalla Honda, che a metà 2006 licenziò Willis, dopo averlo sostituito nei suoi compiti con Shuhei Nakamoto; a luglio dell'anno successivo il tecnico inglese fu assunto dalla Red Bull, sempre come direttore tecnico, trovandosi nuovamente a lavorare con Newey.
Nel corso della stagione 2009 Willis ha lasciato la Red Bull, diventando consulente tecnico del nuovo team HRT all'inizio del 2010; il tecnico inglese ha preso servizio ufficialmente a partire dal Gran Premio d'Australia.
Il 30 settembre 2011 il team Mercedes GP annuncia l'arrivo di Willis nel ruolo di Direttore della Tecnologia. Sarà a capo dell'aerodinamica, dinamica del veicolo, simulazione e sistemi di controllo. Inizierà a lavorare con la scuderia tedesca dal 17 ottobre. Resta in carica fino a luglio 2017, periodo in cui viene promosso a Direttore delle Trasformazioni Ingegneristiche Digitali, dove rimane in carica fino al febbraio 2020.
Nel giugno 2021 diventa direttore tecnico del team velico Ineos.